# Apokatastasis
Apokatastasis (řecky ἀποκατάστασις) je teologický termín, označující konečné obnovení veškerého stvoření v jeho původní dokonalosti a bezhříšnosti. Apokatastázi se také někdy říká myšlenka (nebo též teorie) prázdného pekla.

## Křesťanství
V křesťanství se apokatastáze vyvinula primárně v řecké patristické literatuře (např. Origenés) a byla charakterizována radikálním pojetím univerzality spásy. To by znamenalo, že všichni zavržení, dokonce i Satan, se nakonec podrobí Bohu a budou spaseni. Druhý konstantinopolský koncil řešil problém monofyzitismu, a někdy se má za to, že současně s ním odsoudil také tezi, že spása je jistá pro všechny. Existují koncilní dekrety, odsuzující monofyzitismus, ovšem o dekretech, které by odsuzovaly apokatastázi, není nic známo.

### Katolická církev
Podle učení římskokatolické církve a s ní sjednocených církví je učení o automatické spáse všech v rozporu s poselstvím evangelia a narušuje integritu svobodné vůle člověka (člověk má možnost si sám – na základě svého jednání v životě – zvolit, zda chce být spasen či zavržen). Oproti tomu katolík není povinen věřit, že nějaká jedna konkrétní osoba je prostě zavržena.
V katolictví je rozšířena tzv. univerzální naděje na spásu. Toto pojetí nepřebírá žádnou formu "amnestie" spáchaného zla, ale doufá v konečné vítězství dobra. Tohoto vítězství dobra má být dosaženo, až se lidská vůle sjednotí s vůlí Boží. Diskuse o tom, zda a jak je to možné, probíhá již od 3. století. Prvotní církev myšlenku apokatastáze de facto neznala, v 9. století hájil tuto myšlenku irský teolog Jan Scotus Eriugena, ve 20. století s touto myšlenkou pracoval Hans Urs von Balthasar.

### Filosofie
Podle stoiků svět v určité fázi podlehne záhubě (shoří), aby byl možný vznik světa nového. V některých verzích Zoroastrismu má svět zaniknout, aby mohl povstat lepší.